# 태릉교통
태릉교통 (泰陵交通)은 경기도 남양주시 불암산로 20 (별내동)에 본사와 차고지를 둔 서울특별시의 시내버스 업체이다. 사업자 등록은 서울특별시 노원구 공릉동으로 되어 있다. 차고지 내에 천연가스 충전소가 설치되어 있다. 한때 45번 버스(현 202번 간선버스)가 한남대교를 지나 강남 지역을 경유했던 적이 있었으나 지금은 전 노선이 강북 지역만 경유한다.

## 주요 연혁
1960년대 ~ 2004년 서울시내버스 개편 이전
- 1965년 5월 25일: 덕성여객(德成旅客)[1]이라는 상호로 회사 설립
- 1966년: 도시형버스 25번(상계동 ↔ 청량리), 좌석버스 24번(불암동 ↔ 청량리)[2], 25번(도시형버스 25번과 동일) 등 운행
- 1970년 4월: 좌석버스 24번, 25번이 도시형버스 45번, 43번으로 변경
- 1975년 7월: 덕성여객에서 태릉교통으로 상호로 변경

2004년 서울시내버스 개편 이후
- 2004년 7월 1일: 2004년 서울특별시 시내버스 체계개편과 함께 간선버스 1개/지선버스 3개 노선 운행
- 2005년 9월 1일: 간선버스 108번을 202번으로 노선번호 변경
- 2012년 3월 16일: 지선버스 1225번이 화랑대역에서 중화동 구간 단축 및 봉화산역으로 연장
- 2012년 7월 30일: 지선버스 1155번이 의정부 민락동 구간을 단축, 1225번이 남양주시 별내면 청학리에서 별내동 구간을 단축 및 기점을 별내동으로 변경 및 별내신도시 경유로 변경 및 태릉입구역 회차로 변경
- 2013년 5월 27일: 지선버스 1225번이 간선버스 202번에 통합
- 2016년 7월 13일: 대표이사 변경 (조상현 → 조희준)
- 2025년 4월 1일: 지선버스 1155번을 2155번으로 노선번호 변경

## 운행 노선
2025년 4월 1일 기준이다.
| 운행노선 | 운행구간  | 운행구간 | 운행구간     | 배차간격 (분) | 인가 대수 | 비고                   |
| -------- | --------- | -------- | ------------ | ------------- | --------- | ---------------------- |
| 202번    | 202번종점 | ↔        | 후암동종점   | 5~9           | 39        | 구 45번 변경. 구 108번 |
| 2155번   | 202번종점 | ↔        | 북서울꿈의숲 | 5~13          | 13        | 2025년 4월 1일 신설    |
| 2212번   | 202번종점 | ↔        | 서일대학교   | 8~18          | 9         | 2023년 6월 30일 신설   |

- ● 8221번: 장안동 - 동경호텔 - 답십리 - 전농동 - 동답초등학교 - 답십리역 2번출구 (2018-03-26 신설노선, 이노선은 북부운수, 한성운수, 상진운수 공동배차)

## 미운행 노선
간선버스
- ● 108번 (구 45번): 2005년 9월 1일 간선버스 202번으로 노선번호와 노선 변경. (현재 대원여객에서 운영중인 간선버스 108번 (대원여객)노선과는 전혀 무관한 노선.)

지선버스
- ● 1155번: (구 45-2번) : 청학리 - 석계역 (경기도 시내버스인 경기버스 155번 통합 및 2025년 3월 31일 폐선)
- ● 1156번: (구 401번) : 퇴계원 - 석계역 (경기도 시내버스인 경기버스 115번 통합후 사능차고지로 연장)
- ● 1225번: 별내동(별내신도시) - 태릉입구역 (구 45-1번 단축, 변경)《2013년 5월 27일 간선버스 202번과 통합》

번
맞춤버스
- ● 8221번: 중랑공영차고지 ↔ 석계역 (2015년 용림교통 파산으로 인한 대체 노선. 인가만 있었던 미운행 노선)

### 개편전 노선
- ● 803번: 태릉 ↔ 고려대학교 ↔ 돈암동 ↔ 태릉 (2002년 5월 30일 폐선, 순환버스) <진아교통, 상진운수와 공동배차>

## 보유 차량
- 현대 그린시티
- 뉴 슈퍼 에어로시티
- 저상 뉴 슈퍼 에어로시티

## 갤러리

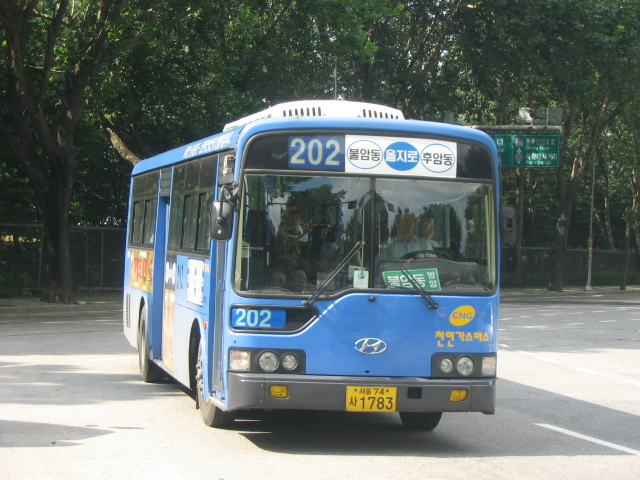
서울시내버스 202번 (일반 버스)
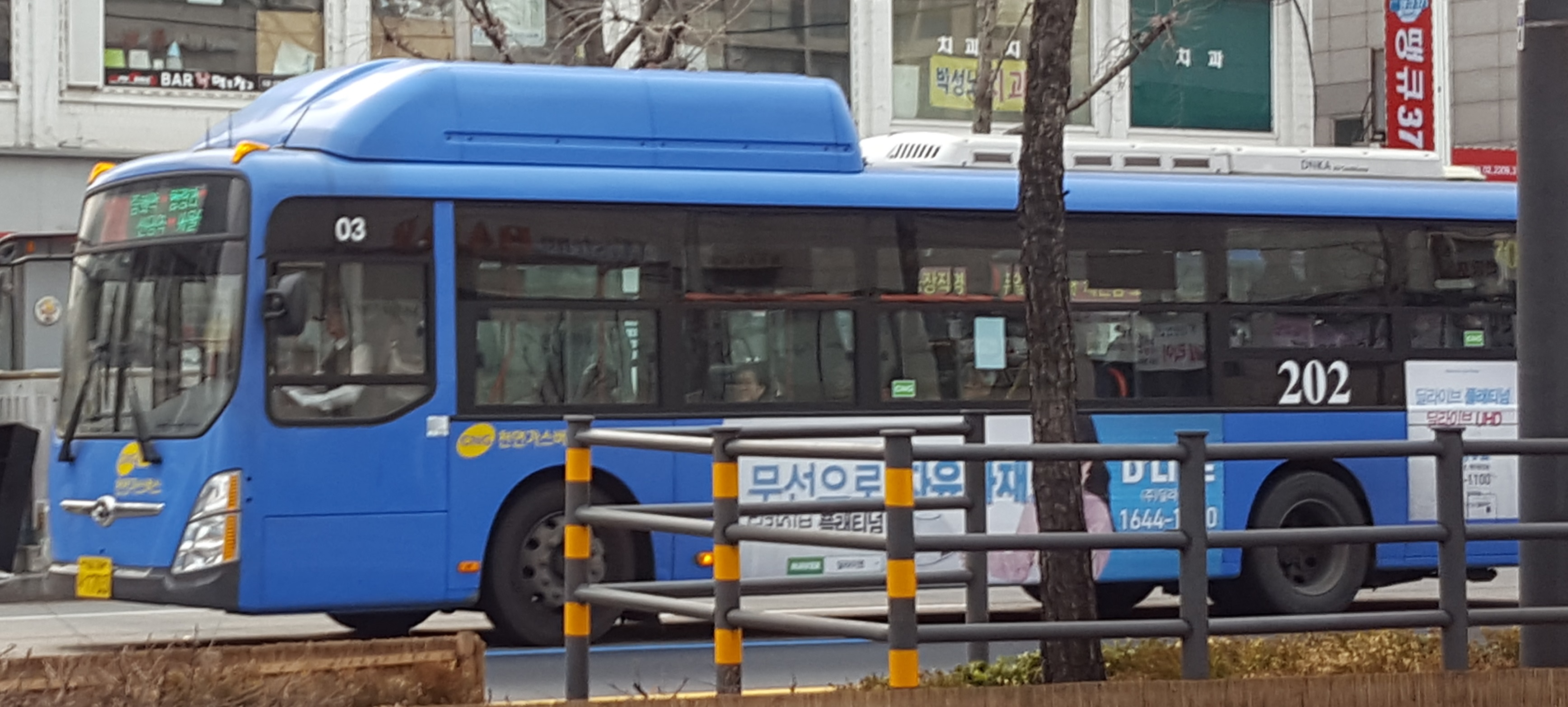
서울시내버스 202번 (저상 버스)